# Edward Arthur Milne
Edward Arthur Milne FRS (Kingston upon Hull, 14 de fevereiro de 1896 — Dublin, 21 de setembro de 1950) foi um astrofísico e matemático britânico.
Foi professor da Cátedra Rouse Ball de Matemática da Universidade de Oxford, de 1929 a 1950.

## Condecorações
Prêmios
- 1922 - Prémio Smith
- 1935 - Medalha de Ouro da Royal Astronomical Society[1]
- 1941 - Medalha Real[2]
- 1945 - Medalha Bruce[3]

Epônimos
- Cratera lunar Milne

## Livros
- The White Dwarf Stars, Oxford: Clarendon Press, 1932.
- Relativity, gravitation and world-structure, Oxford: Clarendon Press, 1935.
- The Inverse Square Law of Gravitation, London: Harrison and Son, 1936.
- The Fundamental Concepts of Natural Philosophy, Edinburgh: Oliver & Boyd, 1943.
- Kinematic relativity; a sequel to Relativity, gravitation and world structure, Oxford: Clarendon Press, 1948.
- Vectorial Mechanics, New York: Interscience Publishers, 1948.
- Modern Cosmology and the Christian Idea of God, Oxford: Clarendon Press, 1952.
- Sir James Jeans: A Biography, Cambridge University Press, 1952.

## Publicações selecionadas
- Thermodynamics of the Stars (1930)
- The White Dwarf Stars (1932)
- Relativity, Gravitation and World-Structure (1935)
- Kinematic Relativity (1948)